# 布里地区卢瓦西
布里地区卢瓦西（法語：Loisy-en-Brie，法語發音：[lwazi ɑ̃ bʁi]）是法国马恩省的一个市镇，属于香槟沙隆区。

## 地理
布里地区卢瓦西（48°52'59"N, 3°54'7"E）面积15.09 平方千米，位于法国大東部大區马恩省，该省份为法国东北部内陆省份，北起阿登省，西北接埃纳省，西南接塞纳-马恩省，南至奥布省，东南接上马恩省，东临默兹省。
与布里地区卢瓦西接壤的市镇（或旧市镇、城区）包括：蒙莫尔-吕西、博奈、埃托日、日夫里莱卢瓦西、韦尔-土伦、布朗科托。

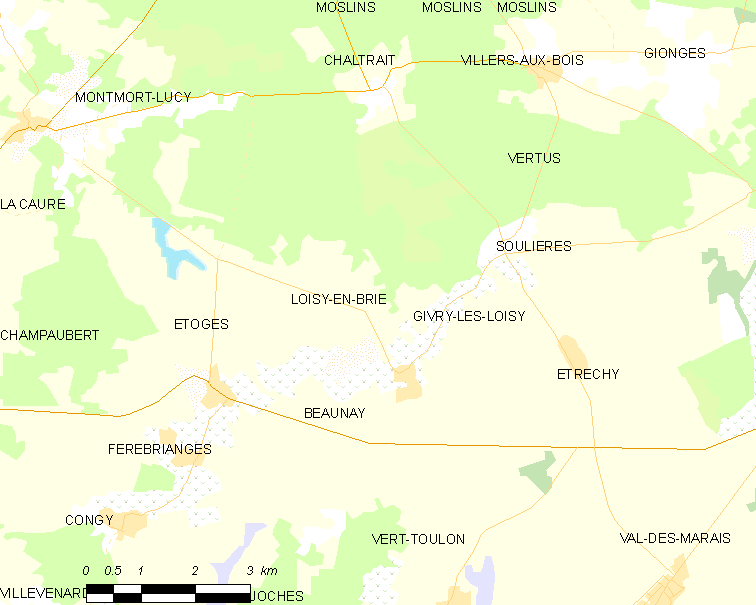
布里地区卢瓦西的OSM定位图

布里地区卢瓦西的时区为UTC+01:00、UTC+02:00（夏令时）。

## 行政
布里地区卢瓦西的邮政编码为51130，INSEE市镇编码为51327。

## 政治
布里地区卢瓦西所属的省级选区为韦尔蒂-香槟平原县。

## 人口

1962-2008年间布里地区卢瓦西人口变化图示

布里地区卢瓦西于2022年1月1日时的人口数量为173人。